# Abiul
Abiul es una freguesia portuguesa del municipio de Pombal, en el distrito de Leiría, con 53,16 km² de superficie y 2729 habitantes (2011), repartidos en numerosos núcleos de población. Su densidad de población es de 51,3 hab/km². La actual freguesia constituyó un municipio independiente entre 1167 y 1821.

## Historia
Situada en una elevación pedregosa en el extremo suroriental del concelho de Pombal, Abiul ocupa el territorio de la antigua población visigoda de Abizoude. De este pasado godo quedan vestigios visibles en las inscripciones que figuran en los dinteles de las puertas exteriores laterales de la iglesia matriz. 
La primera carta foral de la entonces vila le fue otorgada en 1167 por el primer rey de Portugal, Afonso Henriques, que la donó a su ayo Diogo Peariz y a su esposa D.ª Examena. Fallecidos estos sin descendientes, la villa pasó a la corona, y el propio D. Afonso la donó en su testamento al Monasterio de Lorvão, que la retuvo hasta que a mediados del siglo XIII pasó a manos de la familia de la que andando el tiempo sería la casa ducal de Aveiro. 
Bajo el señorío ducal Abiul conoció una larga etapa de prosperidad y creciente importancia, manifestada en la nueva carta foral otorgada en 1515 por el rey D. Manuel I, que la dotó de cámara municipal, notaría, juzgado, guarnición militar y cárcel. Este período acabó brusca y dramáticamente, a raíz de la implicación del Duque de Aveiro en la conspiración nobiliaria que intentó infructuosamente asesinar al rey José I y al Marqués de Pombal el 3 de septiembre de 1758. En la durísima represión posterior, el ducado fue extinguido a perpetuidad y las propiedades de la familia ducal, entre las que se encontraba la villa de Abiul, fueron confiscadas y luego vendidas en pública subasta. 
Dio así comienzo una larga decadencia de la población, que no hizo sino acentuarse con la invasión napoleónica, durante la cual las tropas francesas saquearon e incendiaron Abiul en 1811, a lo que siguió un brote de peste, que supuso el mazazo final para la demografía y la economía de la villa. En la reestructuración territorial del reino llevada a cabo en 1821 fueron suprimidos tanto el juzgado como el municipio de Abiul.

## Patrimonio

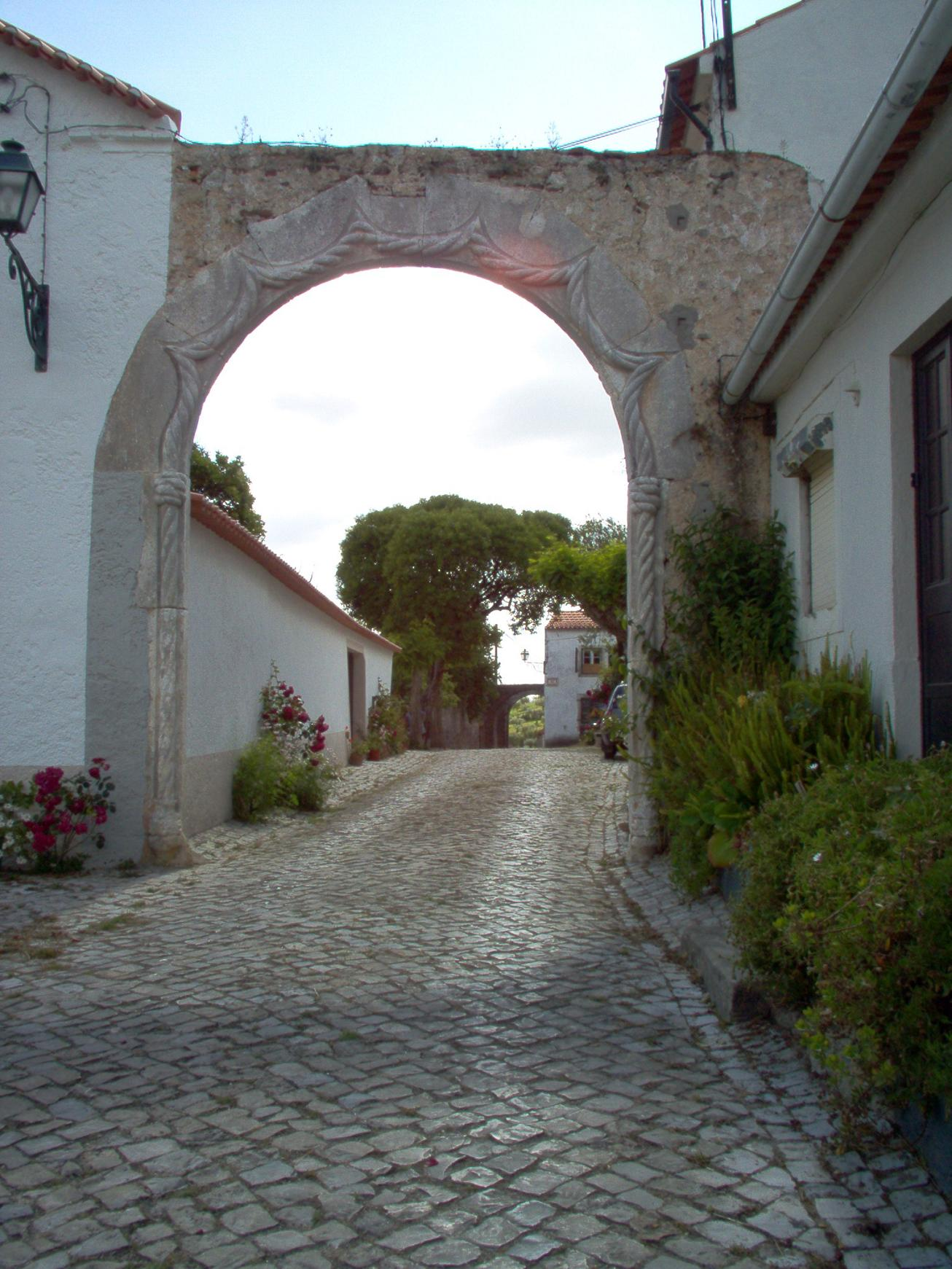
Arco manuelino

Además de la iglesia parroquial de N.ª Sra. de las Nieves, de época barroca, Abiul cuenta en su patrimonio con algunos restos de lo que fue el palacio de los duques de Aveiro, destruido hasta los cimientos por orden real tras el frustrado regicidio de 1758. Subsisten tan solo un arco manuelino que hoy da acceso a la plaza o largo do Terreiro, y un nicho seicentista de piedra labrada, que fue parte de la capilla del palacio. 
Es de destacar también la Plaza de toros de Abiul, considerada la más antigua de Portugal, ya que en ella se celebraban touradas en 1561. Aunque el coso actual, con un aforo de nada menos que 5.000 localidades, se construyó en 1850, subsiste, reconstruido, el palco que los duques de Aveiro tenían en la plaza original.